# Santi Demetrio e Bonifacio (Nápoly)
A Santi Demetrio e Bonifacio egy templom Nápoly történelmi központjában, a Piazzetta Monticellin. 1706-ban építették Giovanni Battista Nauclerio tervei alapján a bencés szerzetesek számára, akiknek egykori kápolnája kicsinynek bizonyult. A későbbiekben a Nápolyi főegyházmegye tulajdona lett, ma a Nápolyi II. Frigyes Egyetem Építészeti Karának tulajdona. Görög kereszt alaprajzú. A belső díszítésekből csak az oltárképek maradtak fent: Nicola Maria Rossi alkotásai.